# Desaparición de Ronald Tammen
Ronald Henry Tammen Jr. (nacido el 23 de julio de 1933-desaparecido el 19 de abril de 1953) fue un estudiante de la Universidad Miami en Oxford, Ohio, que desapareció la noche del 19 de abril de 1953 y cuyo destino final sigue siendo una incógnita. Desde entonces, los estudiantes de la universidad lo han apodado el "Fantasma de Oxford".

## Biografía
Tammen era de Maple Heights, Ohio, el segundo de cinco hermanos. En 1953, Tammen era estudiante de segundo año en la Universidad Miami y vivía en el campus de Fisher Hall; su hermano menor también asistía a la misma universidad en primer curso. Fue descrito como un atleta musculoso, alto y apuesto que estaba en el equipo universitario de lucha libre y era asesor de la residencia. Tocaba el contrabajo en una banda de música y conducía un Chevrolet de 1938.

## Desaparición
Tammen salió de su habitación de Fisher Hall aproximadamente a las 8 p. m. del domingo 19 de abril de 1953 para comprar sábanas nuevas del gerente del edificio porque un bromista había puesto un pescado fresco en su cama. Tammen tomó las sábanas y regresó a su dormitorio para estudiar psicología, que fue definitivamente la última vez que lo vieron con vida. Alrededor de las 10:30 p. m., el compañero de cuarto de Tammen regresó a su habitación y encontró las luces encendidas, la radio sonando, el abrigo de Tammen (en particular, era una noche de nieve) en el perchero, su billetera, las llaves del auto en su mesita y el libro de psicología abierto sobre el escritorio. No le extrañó porque pensó que habría ido a pasar la noche a la facultad. Pero como Tammen no había regresado a la mañana siguiente, lo notificó y se avisó a las autoridades; a pesar de la búsqueda, nunca se encontró a Tammen. La última persona que lo había visto fue el gerente del  edificio estudiantil esa misma noche.
Una mujer de un pueblo cercano dijo que alguien que coincidía con la descripción de Tammen había llamado a su puerta en la madrugada del 19 al 20 de abril preguntando cómo llegar a la parada de autobús. Parecía aturdido y tenía una mancha de suciedad en la cara. Se informarían otros supuestos avistamientos a lo largo de los años. Cuando se demolió Fisher Hall en 1978, se registraron los escombros pero no se encontró nada.

## Investigaciones posteriores
Durante mucho tiempo considerado un caso sin resolver, en 2009 los detectives buscaron en registros antiguos sobre un cuerpo John Doe (desconocido) encontrado en 1953 en Georgia, con base en la teoría de que podría ser la misma persona debido a una coincidencia de altura y peso. Obtuvieron muestras de ADN de la hermana de Tammen y del cuerpo de Georgia, pero no hubo coincidencia. Sin embargo, hizo avanzar el caso al ingresar el ADN de Tammen en una base de datos en caso de que alguna otra búsqueda lo encontrara en el futuro. 
Una antigua alumna de la Universidad Miami, Jennifer Wenger, estuvo investigando el caso desde 2010. A partir de 2020, trabajaba en un libro y mantenía un blog sobre Tammen.